# Tom Peters
Thomas J. Peters (* 7. November 1942 in Baltimore, Maryland) ist ein US-amerikanischer Unternehmensberater.

## Leben
Peters ist Inhaber der Tom Peters Company, Boston, Massachusetts, und ist seit Ende der 1970er als Berater, Autor und Redner tätig. Sein erstes Buch, das er mit Robert H. Waterman veröffentlichte, war Auf der Suche nach Spitzenleistungen, das als erstes Managementbuch die Millionenauflage überschritt.
Peters studierte Bauingenieurwesen an der Cornell University, erhielt 1965 seinen BA und seinen Master 1966. An der Stanford University machte er einen M.B.A. in Wirtschaftswissenschaft und schloss seine Promotion ab. 2004 erhielt er die Ehrendoktorwürde der Staatlichen Universität für Management Moskau.
Von 1966 bis 1970 war er im Dienst der United States Navy, später arbeitete er im Pentagon. Von 1973 bis 1974 war er als Berater im Weißen Haus tätig. 1974–1981 folgten Tätigkeiten als Management Consultant bei McKinsey & Company. 1981 gründete er seine eigene Beraterfirma, in der er seither tätig ist.
Peters plädiert seit seinem ersten Bucherfolg für eine Renaissance des Unternehmertums und gegen das lineare, rationale und kausale Denken im Management. Peters kritisiert, dass sich die Managementlehre nach wie vor auf Rationalität gründe und sie damit in eine falsche Richtung steuere. Seine wiederkehrenden Buch- und Vortragsthemen sind Innovation, Motivation, Begeisterung, Empowering und Talententwicklung.
Er sieht sich als Schüler u. a. von Karl E. Weick, und Herbert A. Simon.
Peters gilt ebenfalls als der Managementdenker, der die Sprache des Managements maßgeblich beeinflusst hat. Die Zeitschrift Fortune spricht davon, dass wir im Management inzwischen in einer „Tom-Peters-Welt“ lebten (Mark Gimein in Fortune: Now that we live in a Tom Peters’ World). Als sein Verdienst gilt es, den kalifornischen Managementstil (geschult an Herbert A. Simon, James G. March und Peter Drucker) ins Management eingeführt zu haben. Die Zukunft des Unternehmens hänge für Peters nicht mehr von Wahr/Falsch-Fragen ab, sondern von einem Re-imagine, in dem immer neue Konstruktionen (und Injunktionen) an die Stelle der alten gesetzt werden (siehe Winfried W. Weber: Innovation durch Injunktion).
Peters ist Autor zahlreicher Bücher und hält weltweit zahlreiche Vorträge.
Er lebt mit seiner Familie in Vermont.

## Schriften
- 1982 – Auf der Suche nach Spitzenleistungen (mit Robert H. Waterman)
- 1985 – Leistung aus Leidenschaft (mit Nancy Austin)
- 1987 – Kreatives Chaos
- 1992 – Jenseits der Hierarchien – Liberation Management
- 1993 – Das Tom Peters Seminar
- 1994 – The Pursuit of WOW!, ISBN 0-679-75555-1
- 1997 – Der Innovationskreis
- 1999 – Selbstmanagement, Projektmanagement und Servicemanagement
- 2003 – Re-imagine!
- 2008 – Tom Peters Essentials. Talent. Trends. Design. Führung. Gabal, Offenbach 2008, ISBN 978-3-89749-798-6.
- 2011 – The little big things: 163 Wege zur Spitzenleistung. Gabal, Offenbach, ISBN 978-3-86936-171-0.